# NGC 2113
NGC 2113 је расејано звездано јато у сазвежђу Златна риба које се налази на NGC листи објеката дубоког неба.
Деклинација објекта је - 69° 46' 27" а ректасцензија 5h 45m 24,6s. Привидна величина (магнитуда) објекта NGC 2113 износи 12,3. NGC 2113 је још познат и под ознакама ESO 57-EN36.